# Area delle antiche pietre incise a Sa Pa
L'area delle antiche pietre incise di Sa Pa si trova principalmente nella valle di Mường Hoa, dove vivono comunità di minoranze etniche nel distretto di Sa Pa, provincia di Lao Cai, a 350 km a nord-ovest di Hanoi, in Vietnam. Qui le pietre scolpite sono state scoperte sin da tempi antichi. È inserita tra i siti candidati come patrimonio dell'umanità UNESCO.
Nel 1925 un ricercatore francese giunse in zona e rinvenne oltre 30 blocchi di pietra incisi con immagini diverse, sparsi lungo la riva della sorgente Hoa. In seguito altri studiosi hanno proseguito le ricerche sui frammenti rinvenuti.
Questi pezzi di pietra si trovano soprattutto sulla riva nord-est della sorgente Hoa e formano diversi raggruppamenti: il gruppo nella municipalità di Su Pan; quello nei pressi del villaggio di Phố, che include il frammento più grande, il pezzo del padre, lungo 15 metri e alto 6 metri; il gruppo nei campi vicino alla municipalità di Hau Thao, con 20 pietre incise di varie dimensioni; e infine il gruppo nella municipalità di Lao Chải, sulla riva della sorgente Hào e ai margini del bosco, che comprende il pezzo della madre.
Finora i ricercatori hanno rinvenuto oltre 200 pietre scolpite con immagini diverse. Tra queste, i blocchi più grandi (oltre 2–3 metri) mostrano decorazioni particolarmente complesse. La maggior parte di questi pezzi si trova vicino all'antico luogo di culto del gruppo etnico Thai (villaggio di Phố, municipalità di Tả Van).
I motivi più comuni riproducono montagne, colline e campi. In molti casi compaiono figure di uomini e donne in varie posizioni: alcuni si lanciano da altezze, altri allungano le braccia con raggi luminosi attorno al capo, molti uomini portano copricapi simili a stelle scintillanti, molte donne indossano cappelli appuntiti. Non mancano rappresentazioni di organi sessuali ingranditi o scolpiti in modo marcato e scene di accoppiamento.
Alcuni blocchi mostrano case su palafitte a forma di barca, con tetti curvi che ricordano le abitazioni raffigurate sui tamburi di bronzo di Đông Sơn. Sono presenti anche immagini del sole, ruote, rettangoli, quadrati, spirali, linee parallele e altri motivi geometrici.
Diversi studiosi hanno avanzato l'ipotesi che vi siano tracce di tre diversi sistemi di scrittura, basati su linee rette e curve. Alcuni segni ricordano i pittogrammi degli Han e gli alfabeti usati in amuleti e talismani dei Tay e dei Dao, pur non corrispondendo esattamente ai caratteri Tay. La presenza di questi sistemi grafici rende più complessa l'attribuzione delle opere.
Dall'analisi emerge che le incisioni non presentano elementi culturali o stilistici tipici della cultura Han, suggerendo che siano precedenti all'influenza Han in quest’area. A circa 20 km dalla valle di Mường Hoa si trova l'area di Cam Duong, tappa della marcia verso sud degli Han nei primi anni dell'era cristiana. I ricercatori stimano che le pietre siano state scolpite almeno a partire dai primi anni dell'era cristiana, quasi 2000 anni fa.
Sull'identità degli autori esistono diverse ipotesi. Alcuni ritengono che le pietre siano opera dell'antico popolo Việt o di gruppi etnici a esso affini. Nella tradizione orale sopravvivono leggende sul pezzo del padre e sul pezzo della madre, legate a popolazioni che, scendendo dai monti, cercarono nuovi insediamenti nella valle. Tuttavia, l'effettiva paternità di questi rilievi resta ancora da accertare.